# The Wild and the Brave
The Wild and the Brave ist ein US-amerikanischer Dokumentarfilm aus dem Jahr 1974 unter der Regie von Eugene S. Jones.

## Handlung
Der Film schildert die Beziehung zwischen Iain Ross, dem scheidenden britischen Chefaufseher des Kidepo Valley Nationalparks, und seinem ugandischen Nachfolger Paul Ssali. Er schildert die rassischen und kulturellen Spannungen und die Freundschaft während der postkolonialen Übergabe von 1970 bis 1972.

## Auszeichnungen
Der Film wurde 1975 für den Oscar als bester Dokumentarfilm nominiert. Bei den Chicago International Film Festival 1974 wurde er für den Goldenen Hugo nominiert.